# Simulium piscicidium
Simulium piscicidium är en tvåvingeart som beskrevs av Riley 1870. Simulium piscicidium ingår i släktet Simulium och familjen knott. Inga underarter finns listade i Catalogue of Life.